# Kulanita
La kulanita és un mineral de la classe dels fosfats, que pertany al grup de la bjarebyita. Rep el nom en honor d'Alan Kulan.

## Característiques
La kulanita és un fosfat de fórmula química Ba(Fe2+,Mn2+,Mg)₂(Al,Fe3+)₂(PO₄)₃(OH)₃. Cristal·litza en el sistema monoclínic. La seva duresa a l'escala de Mohs és 4.
Segons la classificació de Nickel-Strunz, la kulanita pertany a «08.BH: Fosfats, etc. amb anions addicionals, sense H₂O, amb cations de mida mitjana i gran, (OH, etc.):RO₄ = 1:1» juntament amb els següents minerals: thadeuïta, durangita, isokita, lacroixita, maxwellita, panasqueiraïta, tilasita, drugmanita, bjarebyita, cirrolita, penikisita, perloffita, johntomaïta, bertossaïta, palermoïta, carminita, sewardita, adelita, arsendescloizita, austinita, cobaltaustinita, conicalcita, duftita, gabrielsonita, nickelaustinita, tangeïta, gottlobita, hermannroseïta, čechita, descloizita, mottramita, pirobelonita, bayldonita, vesignieïta, paganoïta, jagowerita, carlgieseckeïta-(Nd), attakolita i leningradita.

## Formació i jaciments
Va ser descoberta a Rapid Creek, dins el districte miner de Dawson, a Yukon, Canadà. També ha estat descrita en altres indrets del Canadà, tant al Yukon com a Nova Escòcia, així com als Estats Units, Àustria, República Txeca, Itàlia i la República Popular de la Xina.